# Laura Spelman Rockefeller
Laura Celestia « Cettie » Spelman Rockefeller (9 septembre 1839 - 12 mars 1915) est une abolitionniste, philanthrope et professeure d'école américaine. Son mariage avec le cofondateur de la Standard Oil, John D. Rockefeller, la fait entrer dans la famille Rockefeller. 
Le Spelman College d'Atlanta et le Laura Spelman Rockefeller Memorial sont nommés à sa mémoire.

## Biographie
Laura Celestia Spelman est née à Wadsworth dans l'Ohio du couple formé par Harvey Buell Spelman (1811–1881) et Lucy Henry (1818–1897). Ses parents sont des Yankees originaires du Massachusetts installés à Cleveland. Harvey est un abolitionniste actif dans l'Église congrégationaliste, dans l'organisation du « chemin de fer clandestin » et en politique. Laura a une sœur adoptive aînée, Lucy Maria «Lute» Spelman (vers 1837–1920).
À Cleveland, les deux sœurs font la connaissance de John Davison Rockefeller, avec qui elles suivent des cours de comptabilité.
Laura Celestia Spelman retourne en Nouvelle-Angleterre poursuivre ses études pour devenir institutrice. De retour en Ohio, elle épouse John Rockefeller en 1864. Elle consacre son temps à la philanthropie et à ses cinq enfants :
- Elizabeth Rockefeller (23 août 1866 - 14 novembre 1906) ;
- Alice Rockefeller (14 juillet 1869 - 20 août 1870) ;
- Alta Rockefeller (12 avril 1871-21 juin 1962) ;
- Edith Rockefeller (31 août 1872 - 25 août 1932) ;
- John D. Rockefeller Jr. (29 janvier 1874 - 11 mai 1960)[6].

Le couple consacre dix pour cent de ses revenus à des œuvres caritatives, et notamment fait des dons substantiels à l'Atlanta Baptist Female Seminary, une école d'Atlanta fondée pour éduquer les femmes noires. 
Laura Spelman Rockefeller meurt le 12 mars 1915 à 75 ans d'une crise cardiaque, au domaine familial Kykuit à Pocantico Hills dans l'État de New-York,. En son hommage, l'école d'Atlanta prend en septembre 1924 le nom de Spelman College.